# آلاله فریبا
آلاله فریبا (نام علمی: Ranunculus dolosus) نام یک گونه از سرده آلاله است. سردهٔ آلاله در ایران ۵۵ گونهٔ علفی یک ساله و چند ساله دارد. آلاله فریبا یکی از ۵۵ گونهٔ موجود در ایران است.